# Ernst Herzog (Politiker)
Ernst Herzog (* 2. Mai 1898 in Basel; † 12. Juni 1967 in Reinach) war ein Schweizer Politiker (SP).

## Leben und Werk

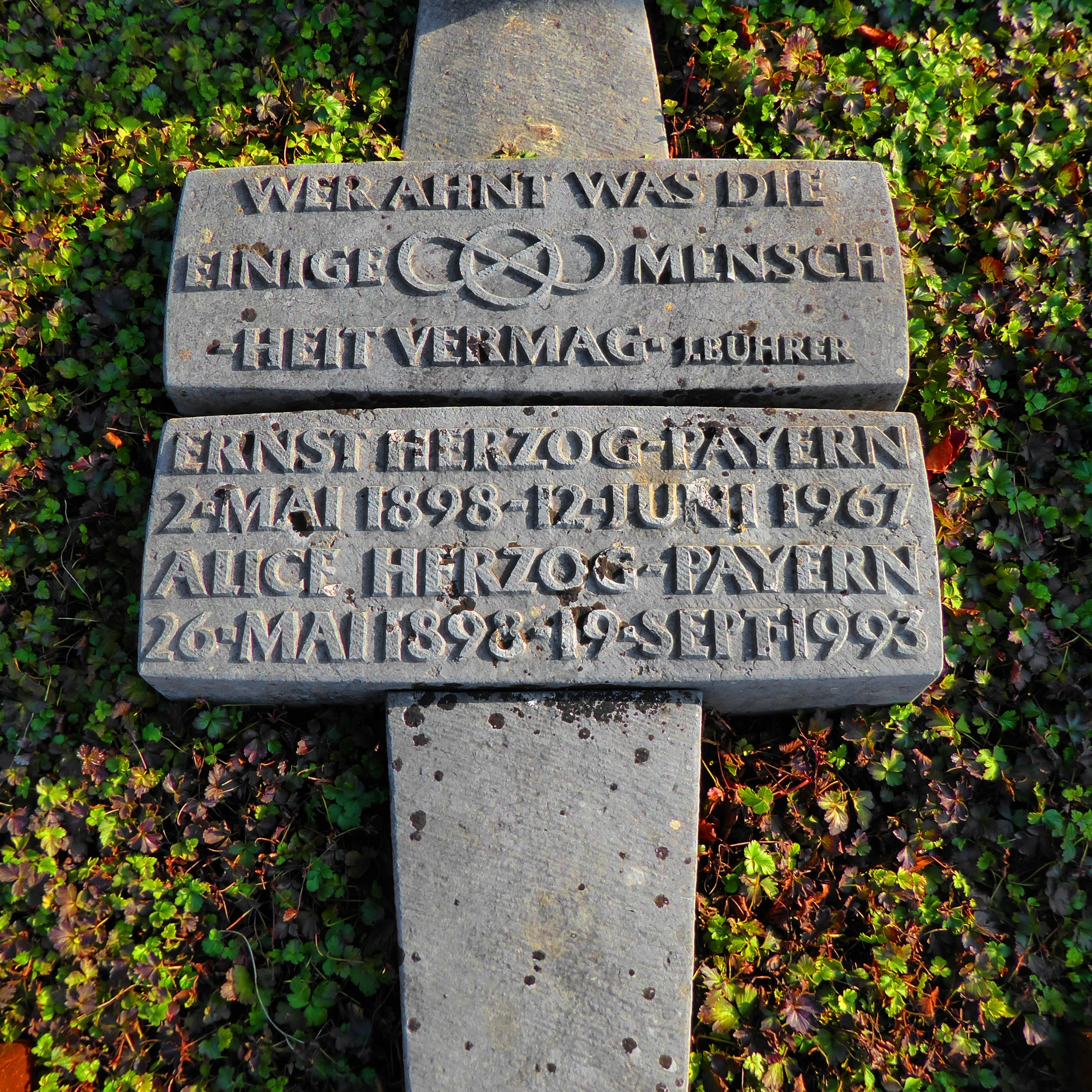
Grab, Friedhof am Hörnli.

Ernst Herzog absolvierte eine Schreinerlehre und trat in jungen Jahren der SP bei. Von 1919 bis 1923 war er im Vorstand des Basler Gewerkschaftskartells. 
Herzog war von 1922 bis 1923 sowie von 1929 bis 1966 Mitglied des Basler Grossen Rats. Von 1935 bis 1967  war er Nationalrat. Von 1936 bis 1951 gehörte Herzog der Direktion des Allgemeinen Consumsvereins Basel an, ab 1942 als deren Präsident. Von 1952 bis 1966 war er Direktionspräsident des Verbands Schweizerischer Konsumvereine.
Ernst Herzog war mit Barbara Alice, geborene Payern (1898–1993), verheiratet. Seine letzte Ruhestätte fand er auf dem Friedhof am Hörnli.